# Црква Рођења Христовог
Црква Рођења Христовог се налази у Витлејему (на хебрејском у преводу значило кућа хлеба), за који многи веле да је родни град хришћанства, јер је према веровању то место где је рођен Господ Исус Христос. Једна је од најстаријих цркава у свету у којој се врши служба, а сама структура цркве је изграђена изнад саме пећине која по традицији означава као родно место рођења Исуса Христа.
Црква Рођења Христовог је почела да се гради 326. по налогу византијског цара Константина и његове мајке Свете Јелене, на месту Христовог рођења, у Витлејему.
Поред Храма Васкрсења Христовог у Јерусалиму, и Црква Рођења Христовог у Витлејему се сматрају, као најважнија хришћанска светилишта.

## Историја

### Рано доба
Настанак овог храма датира још из првих векова хришћанства. Ориген пише да је, у току свог обиласка Витлејема 220. године, видео пећину у којој је рођен Христос, као и Његове јаслице. Како су хришћани у то време били гоњени од стране римске власти, цар Адријан је на месту Христовог рођења саградио многобожачки храм посвећен богу Адонису, не би ли тиме спречио ходочашће Христових следбеника. У храму, тј. пећини су вршени разни многобожачки обреди.

### Византијски и крсташки период
Хришћани задобили слободу своје вероисповести 313. године. Византијски Цар Константин је заједно са својом мајком Јеленом 326. године започео градњу цркве на месту Христовог рођења. Изградња Црква Рођења Христовог је завршена 333. године.
Пећина у којој је рођен Исус Христос је проширена, подигнут је олтар, а изнад свега тога подигнута је осмострана зграда. Унутрашњост цркве је била украшена мозаицима, мермерним стубовима, богатим украсима и фрескама по зидовима. Од свега тога данас су остали подни мозаици у главној лађи.
У близини цркве Христовог рођења се налази пећина у којој се јавио Анђео Божји пастирима и саопштио им Радосну вест. Она је током 4. века украшена мозаицима и претворена у цркву, а касније се на томе месту сазидао манастир. Данас се то место назива Поље Пастира и на њему се данас налази Грчка Православна црква. Мало даље је фрањевачки манастир.
Црква Христовог рођења пролазила је кроз бурна времена, оштећења, пожаре итд. Цар Јустинијан је обновио цркву, око 526. године. Тада је и постављен мозаик Христовог рођења на којем су били насликани и мудраци, а који се налази на фасади изнад главног улаза. Тај мозаик је спасио цркву у време персијске најезде 614. године. Персијски цар Хозроје успео је да од Византије освоји велики део територије, међу њима и Витлејем. Персијски ратници су рушили све пред собом, па чак и Цркву Христовог Гроба (Храм Васкрсења Христовог). Једино нису цркву Христовог рођења, управо због овог мозаика.
Витлејем долази поново кратко под Византијску власт 629. године. Међутим после пет година долазе Арабљани, какда наступају велика разарања, али је црква Христовог рођења била поштеђена, вероватно зато што су се муслимани у њој молили.

### Период Крсташких похода
Током Првог крсташког рата, 1099. године муслимани су хтели да сруше цркву Христовог рођења из освете. Међутим нека угледна личност из Витлејема успева да пошаље поруку Готфрију Бујонском, који убрзо шаље војску од преко сто витезова, који убрзо ослобађају Витлејем, и бивају са одушевљењем дочекани од свештеника и народа.
Након освајања Јерусалима од стране крсташа, за јерусалимског краља је био изабран Готфри Бујонски. Међутим, он је одбио круну и имао је звање Барона или Бранилац Светог Гроба. За новог краља је био изабран Балдуин I који је био крунисан у Витлејему на Божић 1100. године. Још је у то време постојала подела цркве Рођења Христовог на грчки, јерменски и католички део.
Након освајања Витлејема, почела је обнова цркве Христовог рођења. Међутим, није се много радило на изгледу храма, али су подигнути одбрамбени зидови. Црква је била претворена у тврђаву, а главни улаз, који је био једини, је сужен у најмањи могући улаз, тако да се мора сагињати када се улази у храм, да муслимани не би коњима улазили у цркву.

### Арабљани и Отомански период
Када је Саладин освојио Јерусалим 1187. године, пало је крсташко краљевство и Витлејем је поново био у рукама Арабљана. Са падом Акре 1291. године, истерани су и последњи крсташи из Свете Земље.
Црква Рођења Христовог је и под Арабљанима, а касније и Турцима, наставила да се мало обнавља и проширује. Међутим, тада почињу све већи размирице између фрањеваца и грчког православног свештенства око власти. Због неслоге, немара али и пожара, храм је временом почео да пропада. Врхунац сукоба је био 1873. године, када су из цркве украдене вредне ствари. Тада Турци због сукоба и крађе, постављају јаничаре као чуваре.
Током Отоманског царства, на цркви се мало радило.
- Велики радови су почели тек 1933. године, у току Енглеског мандата.

## Црква данас
Црква Христовог рођења је данас сличног облика, као и у време Јустинијана и крсташа. Налази се у центру Витлејема. Постоје три улаза у храм. Два су сазидана, тако да постоји само један улаз, који су крсташи сазидали. По уласку(дискретно), на левој страни, налази се палестинска полицијска станица. Они су наследници јаничара – чувара, који су постављени ту због недоличног понашања Грка и фрањеваца.

### О цркви Христовог рођења
По уласку у храм могу се приметити стубови(са осликаним светитељима), са леве и десне стране, који су из крсташких времена.
- На левој страни се налазе врата која воде у цркву Свете Катарине од Александрије, која је подигнута 1882. године од стране фрањеваца. У оквиру те цркве се налази пет пећина. У једној од њих је блажени Јероним живео.
- На источном делу цркве Рођења Христовог се налази олтар, који припада Грчкој православној цркви. Олтар је ограђен великим дрвеним иконостасом из 1764. године, који је украшен иконама и многобројним кандилима.
- Са леве стране олтара се налази јерменска црква, која се састоји из два олтара. Један је посвећен Богородици, а други мудрацима који се зове Олтар Краљева. Јермени верују да су мудраци ту оставили своје коње када су дошли да се поклоне маломе Христу.
- Са десне стране православног олтара се налази Олтар Обрезања, који припада грчкој цркви.

### Пећина рођења
Испод православног(грчког) Олтара Обрезања је улаз у пећину Христовог рођења.
На улазу у пећину, са леве стране, налази се стуб на чијем врху је насликана икона (чудотворна) Исуса Христа.. Улаз у пећину потиче из времена крсташа, док бронзана врата од улаза води порекло из време владавине Јустинијана.
Силаском доле, са десне стране степеница налази се место Христовог рођења, ту је саграђен мали олтар. Олтар је украшен са мноштво кандила и испод њега је постављена шестокрака звезда и она означава да је на томе месту рођен Спаситељ света. На звезди пише: Hic De Virgine Marie Jesus Christus Natus Est – 1717, што у преводу значи: Овде је рођен Исус Христос од Девице Марије – 1717. Година која је уклесана, значи да је звезда постављена те године, која је на тајанствен начин нестала 12. октобра 1847. године. Нова је стављена тек 1852. године, а натпис потиче од старе.
Иначе, место Христовог рођења је у надлежности грчке православне цркве.

### Христове Јасле
Преко пута места Христовог рођења је Капела Јасли, односно место где је Исус положен у јасле. У Исусово време, јасле су биле од глине, а не од дрвета(како неки тврде) али су касније замењене и постављене позлаћене јасле. О Капели Јасли се брину римокатолици.

### Млечна пећина
У близини Христовог рођења, налази се и Млечна пећина. У ту пећину се, по предању, Јосиф са Богородицом и бебом Исусом склонио, како би преноћили. Док је Дјева Марија дојила Христа, неколико капи млека је пало из Богородичиних груди на камен који је побелео. Од тада се сматра да је он лековит, па многи стружу белу прашину са камена, коју користе за различите сврхе.
Данас се на томе месту налази фрањевачка црква која је подигнута 1872. године. Цркву посећују и муслимани.

### Подела надлежности
О храму Христовог рођења се данас брину три цркве: грчка, римокатоличка и јерменска. Свака црква има свој део у надлежности и све дужности су регулисане. У Пећини Христовог рођења, право на литије имају само Грци и Јермени, док су католици искључени. Зато римокатолици имају у својој надлежности Капелу Јасли, у којој само они могу да држе богослужења.
Изнад звезде Рођења, налазе се 16 кандила. Римокатолицима припада четири, а по шест држе Грци и Јермени. Под бришу грчка и католичка Црква у различите дане, док Звезду Рођења бришу само Јермени и Грци.

## Галерија
- Стубови
- Мозаик, из Константиновог времена
- Мали улаз у саму цркву
- Главни Олтар, грчке православне цркве,
- Звезда која означава место рођења Исуса Христа
- Православни Олтар у пећини, на месту рођења Спаситеља
- Јерменски Олтар
- Св. Јероним, римокатолички светац, рељеф
- Православна икона Божје Мајке
- Православни Олтар, на месту рођења И. Христа
- Кандила изнад Јасли Христових
- Католички Олтар, у капели рођења И. Христа
- Унутрашњост Цркве Рођења, око 1910-1920.